# Вереникин, Сергей Ярославович
Сергей Ярославович Вереникин (род. 8 сентября 1979, Ангарск, Иркутская область или Свирск, Иркутская область) — российский хоккеист, нападающий. Мастер спорта России. Тренер.

## Биография
С 9 лет — в ангарской хоккейной школе, тренер Сергей Николаевич Коневский (заслуженный тренер Российской Федерации). Начинал играть в ангарском «Ермаке» (1994/95-1996/97). В РХЛ играл за команды «Торпедо» Ярославль (1997/98 — 1999/2000), «Металлург» Новокузнецк (2000/01), «Молот-Прикамье» Пермь (2001/02). Завершил профессиональную карьеру в сезоне 2002/03, играя в составе клубов «Химик» Воскресенск, «Рязань».
На драфте НХЛ 1998 года был выбран в 8 раунде под общим № 223 клубом «Оттава Сенаторз». В сентябре 1999 года был приглашён на предсезонные сборы.
Чемпион мира среди молодёжных команд 1999 года.
Детский тренер в клубах «Ермак» (2012/13), «Красная Звезда» СПб (2017/18), «Авангард» Омск (с 2017/18).